# Championnat du Nicaragua de football 1975
Navigation
Saison précédente Saison suivante
La Primera División 1975 est la trente-quatrième édition de la première division nicaraguayenne.
Lors de ce tournoi, le Diriangén FC a tenté de conserver son titre de champion du Nicaragua face aux meilleurs clubs nicaraguayens.
Seulement une place était qualificative pour la Coupe des champions de la CONCACAF.

## Bilan du tournoi
| Tableau d'Honneur |                             |
| Compétition       | Vainqueur                   |
| Primera División  | Universidad Centroamericana |

| Qualifications continentales 1975-1976 |              |
| Coupe des champions de la CONCACAF     | Qualifiés    |
| Premier tour de qualification          | Diriangén FC |

| Promotions et relégations   |         |
| Relégué en Segunda División | Inconnu |
| Promu de Segunda División   | Inconnu |